# Félix Ravaisson-Mollien
Félix Ravaisson-Mollien (francès: Félix Ravaisson)  (Namur, 23 d'octubre de 1813 - París, 18 de maig de 1900) va ser un filòsof francès de corrent espiritualista. També va destacar com a arqueòleg. Entre els seus referents destaquen Aristòtil, Friedrich Schelling i Maine de Biran. Va ser alumne del filòsof Victor Cousin que va influenciar gran part de la filosofia francesa de finals del segle xix. Va ser inspector general de les biblioteques públiques franceses i també del departament d'educació superior. Va ser membre de l'Acadèmia de la Moral i les Ciències Polítiques i comissari del departament d'antiguitats del Museu del Louvre.

## Obres
- Les Fragments philosophiques de Hamilton
- Rapport sur le stoicisme (1851)
- La Philosophie en France au dix-neuvième siècle (1868; 3a ed., 1889);
- Morale et métaphysique (1893)